# Northern Cape
Northern Cape je jedna od devet provincija u Južnoafričkoj Republici, nalazi se u zapadnom dijelu države na obalama Atlantskog oceana. Glavni grad provincije je Kimberley sa 167.000 stanovnika.

## Zemljopis
Northern Cape se nalazi u zapadnom dijelu države prostire se na 361.830 km² čime je najveća po veličini provincija.
Susjedne provincije su:
- Free State - istok
- Nortth West - sjeveroistok
- Eastern Cape - jugoistok
- Western Cape - jug i jugozapad

## Stanovništvo
Prema popisu stanovništva iz 2007. godine u provinciji živi 1.058.060 stanovnika, te je devata po broju stanovnika provincija u Južnoafričkoj Republici, a s 2,9 stanovnika na km² devata je najgušće naseljena provincija.
Većinsko stanovništvo su obojeni koji čine 50,0% ukupnog stanovništva, zatim slijede negroidi koji čine 39,8%,  bijelci s 10%, te Indijci i Azijati s 0,2%.

## Jezik
Većinski jezik u provincije je Afrikaans, s velikim udjelom ostalih jezika.
- Afrikaans- 56,6%
- Tswana- 33,7%
- Xhosa- 5,4%
- Engleski- 	2,1%
- Sotho-	1,0%%

## Vanjske poveznice
- Vlada provincije